# Jade Xu
Huihui Xu (徐慧慧S, conosciuta professionalmente come Jade Xu; Shanghai, 9 febbraio 1986) è un'attrice ed ex artista marziale cinese naturalizzata italo-americana. 
È stata una delle atlete più rinomate a rappresentare un paese europeo ai campionati mondiali di wushu.

## Biografia
Figlia di Xu Guan Guan, un'artista marziale, si è trasferita con la sua famiglia in Italia all'età di nove anni.

## Carriera
All'età di 6 anni Xu ha iniziato ad allenarsi nello stile di arti marziali Wushu. Con la nazionale italiana è stata una medaglista ai Campionati mondiali di wushu dal 2003 al 2009.. Xu ha partecipato nel Torneo di Wushu di Pechino 2008 e ha vinto la medaglia d'argento nell'evento combinato daoshu e gunshu femminile. La sua ultima grande competizione internazionale è stata ai Campionato di Mondo 2009 dove ha vinto una medaglia d'oro nel gunshu e una medaglia d'argento nel daoshu. Ha vinto più volte ai campionati europei di Wushu.
A fine carriera sportiva è passata alla recitazione, prima interpretando la sorella Mahjong in Tai Chi 0 e Tai Chi Hero, poi la protagonista nella serie TV cinese The Legend of Wing Chun. Nel 2012 è stata reclutata per esibirsi in Michael Jackson: One, uno spettacolo del Cirque du Soleil in cui interpreta uno dei quattro personaggi centrali. Nel 2021 è stata una stuntman nel film dei Marvel Studios Black Widow, dove ha interpretato una delle vedove nere, e Shang-Chi e la leggenda dei Dieci Anelli.
Xu è un'allenatrice di Wushu. Il 30 settembre 2018 ha tenuto il seminario di Wushu "Flying Front Kick" a Las Vegas.

## Vita privata
Xu è sposata con David Torok, un altro concorrente di wushu. Entrambi risiedono negli Stati Uniti.

## Filmografia

### Cinema
- Tai Chi 0, regia di Stephen Fung (2012)
- Tai Chi Hero, regia di Stephen Fung (2012)
- Black Widow, regia di Cate Shortland (2021)
- Shang-Chi e la leggenda dei Dieci Anelli (Shang-Chi and the Legend of the Ten Rings), regia di Destin Daniel Cretton (2021)

- Lasko - Serie TV, episodio 2x02 (2010)